# Allerheiligenkirche (Tittmoning)

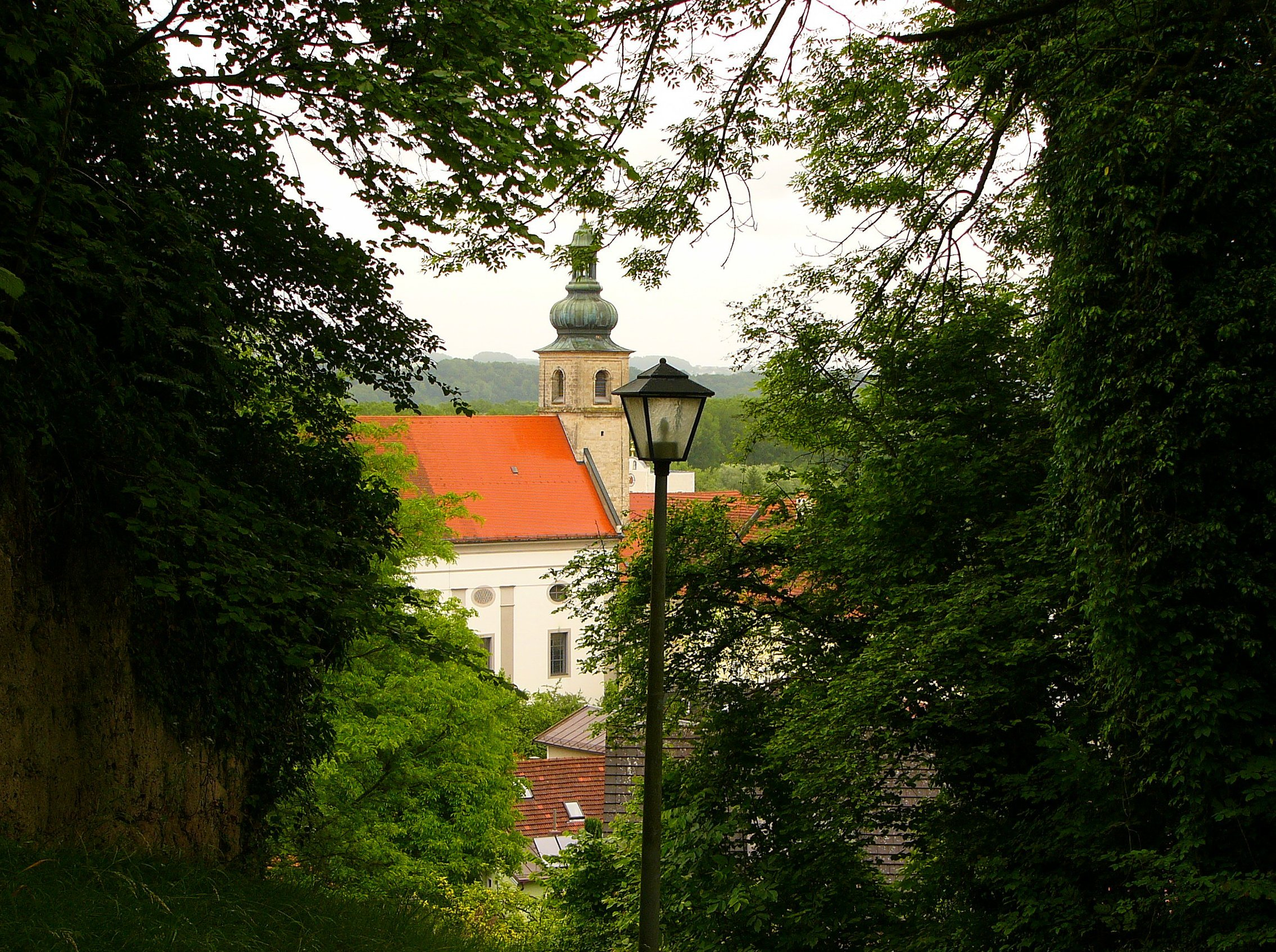
Allerheiligenkirche (2012)

Die Allerheiligenkirche als ehemalige Klosterkirche der Augustiner-Eremiten ist eine römisch-katholische Kirche in der Stadt Tittmoning in Bayern.

## Geschichte
Die Klosterkirche wurde 1682/83 als Stiftung vom Erzbischof von Salzburg Max Gandolf von Kuenburg erbaut. Bereits ab 1681 wurde das Klostergebäude errichtet und steht mit zwei dreistöckigen Gebäuden mit Walmdach in baulicher Verbindung mit der südlichen Klosterkirche. Die Orgelempore wurde 1765 in die Kirche eingebaut. 1806 wurde das Kloster aufgehoben. 1974/75 erfolgte eine Außenrenovierung. Von 1980 bis 1983 erfolgte eine Innenrenovierung in der Fassung von 1683.

## Architektur
Die nach Süden ausgerichtete Kirche ist eine großräumige Saalkirche mit vier Achsen. Hinter dem kräftigen Chorbogen schließt ein nicht eingezogener rechteckiger Chor an. Im Turm hinter dem Chor ist die zweistöckige Sakristei mit Oratorium. Der Turm ist außen mit Lisenen gegliedert und schließt mit einer Zwiebel und Laterne ab. Es gibt eine Krypta.

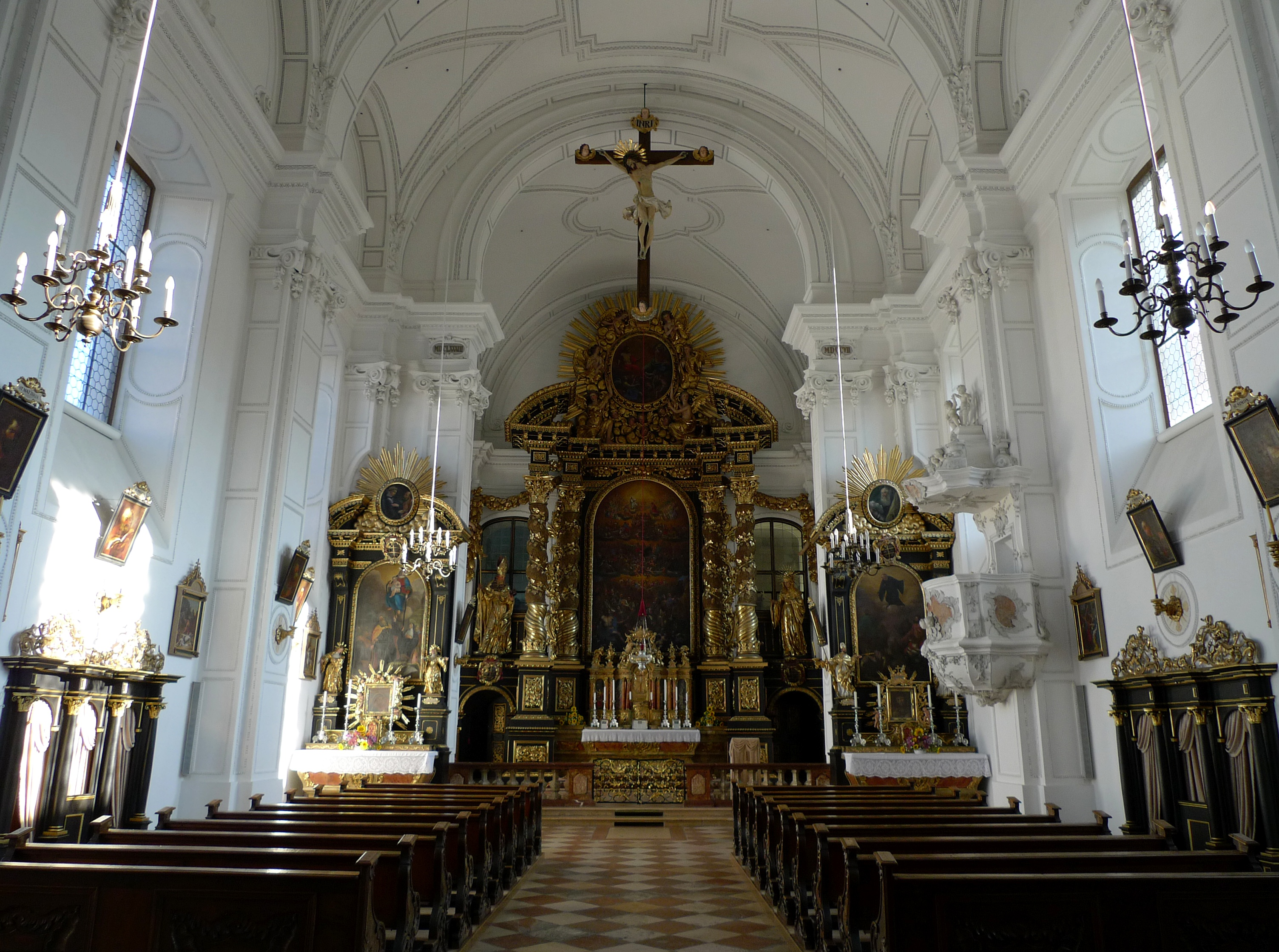
Das Langhaus zum Chor (2008)

Das Kircheninnere hat eine Wandpfeilergliederung mit ionischen Kapitellen und Gurtbögen mit einer Stichkappentonne mit Rahmenstuckfeldern überwölbt. Die unterwölbte Westempore steht auf zwei Rotmarmorsäulen.

## Ausstattung

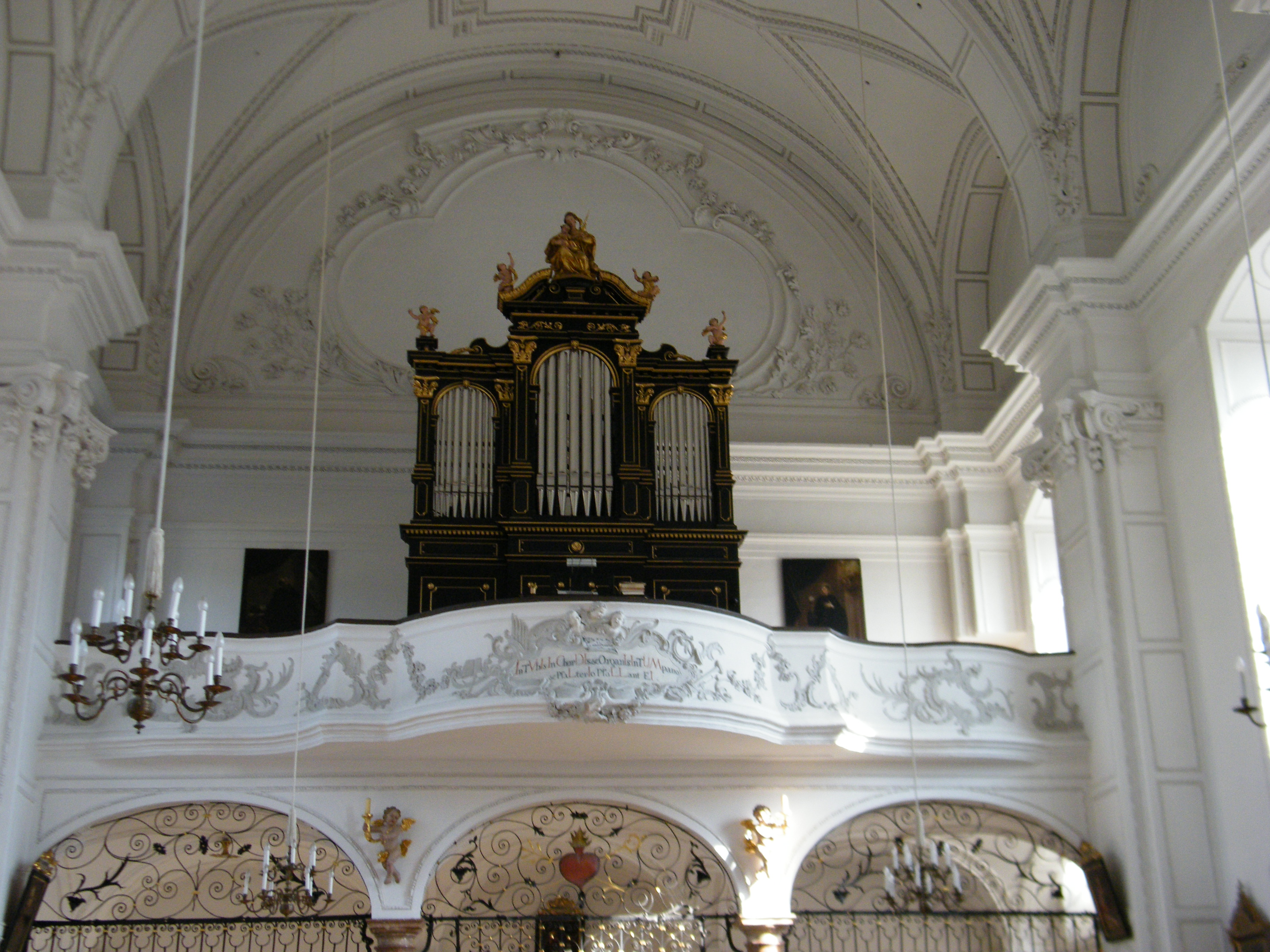
Steinmeyer-Orgel von 1890

Die Altarwerke im Stil des Salzburger Barock sind in der typischen schwarz-goldenen Fassung gehalten. Der Hochaltar mit vier gewundenen laubumkränzten Säulen trägt überlebensgroße Schnitzfiguren der Heiligen Augustin und Monika über den Seitendurchlässen. Das Altarblatt Allerheiligen schuf 1686 der Maler Christoph Lederwasch. Der linke Seitenaltar zeigt das Altarblatt Stiftung des Augustinerordens, der rechte Seitenaltar zeigt das Altarblatt des Heiligen Nikolaus von Tolentino. Das Chorbogenkreuz ist aus der Bauzeit. Die Terrakottafiguren im Chor der Heiligen Clara von Montefalco und Rita von Cascia sind aus der Mitte des 18. Jahrhunderts. Die Kanzel stammt aus dem Jahr 1756.

### Orgel
Die Orgel fertigte die Firma G. F. Steinmeyer & Co. (op. 410). Sie hat 14 Register auf zwei Manualen und Pedal. Die Disposition lautet:
| 1. Manual    |       |
| Bourdon      | 16′   |
| Principal    | 8′    |
| Gamba        | 8′    |
| Gedackt      | 8′    |
| Octav        | 4′    |
| Traversflöte | 4′    |
| Mixtur       | 2 ⁄3′ |

| 2. Manual        |    |
| Lieblich Gedeckt | 8′ |
| Salicional       | 8′ |
| Geigenprinzipal  | 8′ |
| Fugara           | 4′ |

| Pedal    |     |
| Violon   | 16′ |
| Subbaß   | 16′ |
| Oktavbaß | 8′  |

- Koppeln: II/I, II/P, I/P
- Spielhilfen: P., F., Calcantenzug mit Glöcklein
- Bemerkungen: Kegellade, mechanische Spiel- und Registertraktur, freistehender Spieltisch